# التقسيم الإداري في الصين

خريطة للتقسيمات الإدارية في الصين (مناطق الحكم الذاتي باللون الأخضر، المقاطعات باللون الأصفر، البلديات المركزية باللون البنفسجي والمنطقتين الإداريَّتين الخاصَّتين باللون الأحمر).

وفقا للدستور الصيني يقوم التقسيم الإداري الحالي في الصين على أساس نظام أربعة مستويات وهي: الأول: مقاطعات ومناطق ذاتية الحكم وبلديات خاضعة للإدارة المركزية مباشرة. الثاني: مناطق وولايات وولايات ذاتية الحكم والبلديات. الثالث: محافظات، ومحافظات ذاتية الحكم ورايات، ورايات ذاتية الحكم، ومدن على مستوى المحافظة. الرابع: نواحي، ونواحي القوميات وبلدات. يحق للدولة أن تقيم مناطق إدارية خاصة عند الضرورة، وقد تقوم الحكومة ببعض التعديلات أو التغييرات لحدود المناطق الذاتية الحكم عندما تكون هناك حاجة لرفع مستوى العمل الإداري أو لأغراض التنمية الاقتصادية، وقد تقوم الحكومة أيضا بمثل هذه التعديلات أو التغييرات الحدودية من أجل تعزيز وحدة المجموعات القومية المختلفة.
تم تقسيم الصين كلها إلى 32 منطقة إدارية على مستوى مقاطعة، منها 23 مقاطعة مقسمة إلى 22 مقاطعة (省); تعتبر حكومة الصين الشعبية تايوان (台湾) المقاطعة رقم 23. كما تتنازع الحق في جزر الواقعة في بحر الصين الشرقي. عدا المقاطعات هناك 6 أقاليم ذاتية الحكم (自治区) يعيش بها العديد من الأقليات العرقية; و4 بلديات مركزية ذات إدارة ذاتية (直辖市) و2 منطقتي إدارة خاصة (特别行政区). ولجميع هذه المناطق الإدارية أسماء مختصرة مستخدمة منذ قرون. وتسمى مراكز الحكومة في المناطق الإدارية بحواضر المقاطعات أو الحواضر الإقليمية ويقع مركز الحكومة المركزية في بكين وهي عاصمة جمهورية الصين الشعبية. عادت هونغ كونغ التي كانت تحت الاحتلال البريطاني إلى الصين في أول يوليو عام 1997 كمنطقة إدارية خاصة وعادت ماكاو التي كانت محتلة من قبل البرتغال في 20 سبتمبر عام 1999 إلى الصين أيضا.
تم ترسيم حدود المقاطعات المعروفة اليوم في أواخر عهد حكم سلالة «منغ». بعد قيام الجمهورية الشعبية وإحكام الحزب الشيوعي الصيني قبضته على البلاد، تم إعادة تنظيم المقاطعات في الجزء الشمالي الشرقي كما تم استحداث مناطق خاصة على أساس القوميات الموجودة فيها، كانت الصين تنحوا في ذلك منحى الاتحاد السوفييتي وجمهورياته الإشتراكية.

## المقاطعات
يوجد في الـصين 23 مقاطعة رئيسية (省 = شنغ):
| الاسم              | بالصينية | بن ين        | اختصار            | العاصمة     | المساحة (كلم²) | السكان (مليون) |
| ------------------ | -------- | ------------ | ----------------- | ----------- | -------------- | -------------- |
| مقاطعة آنهوي       | 安徽     | Ānhuǐ        | 皖 Wǎn            | خفي         | 139.600        | 59.860.000     |
| مقاطعة فوجيان      | 福建     | Fújiàn       | 闽 Mǐn            | فوتشو       | 121.400        | 34.710.000     |
| مقاطعة قانسو       | 甘肃     | Gānsù        | 甘 Gān / 陇 Lǒng  | لانتشو      | 390.000        | 25.620.000     |
| مقاطعة قوانغدونغ   | 广东     | Guǎngdōng    | 粤 Yuè            | قوانغتشو    | 197.000        | 86.420.000     |
| مقاطعة قويتشو      | 贵州     | Guìzhoū      | 黔 Qián / 贵 Guì  | قوييانغ     | 176.000        | 35.250.000     |
| مقاطعة هاينان      | 海南     | Hǎinán       | 海 Hǎi / 琼 Qióng | هايكو       | 34.000         | 7.870.000      |
| مقاطعة خبي         | 河北     | Héběi        | 冀 Jì             | شيجياتشوانغ | 187.700        | 67.440.000     |
| مقاطعة هيلونغجيانغ | 黑龙江   | Hēilóngjiāng | 黑 Hēi            | هاربين      | 460.000        | 36.890.000     |
| مقاطعة خنان        | 河南     | Hénán        | 豫 Yù             | تشنغتشو     | 167.000        | 92.560.000     |
| مقاطعة هوبي        | 湖北     | Húběi        | 鄂 È              | ووهان       | 187.500        | 60.280.000     |
| مقاطعة هونان       | 湖南     | Húnán        | 湘 Xiāng          | تشانغشا     | 210.500        | 64.400.000     |
| مقاطعة جيانغسو     | 江苏     | Jiāngsū      | 苏 Sū             | نانجينغ     | 100.000        | 74.380.000     |
| مقاطعة جيانغشي     | 江西     | Jiāngxī      | 赣 Gàn            | نانتشانغ    | 169.900        | 41.400.000     |
| مقاطعة جيلين       | 吉林     | Jílín        | 吉 Jí             | تشانغتشون   | 187.400        | 27.280.000     |
| مقاطعة لياونينغ    | 辽宁     | Liáoníng     | 辽 Liáo           | شنيانغ      | 145.900        | 42.380.000     |
| مقاطعة تشينغهاي    | 青海     | Qīnghǎi      | 青 Qīng           | شينينغ      | 720.000        | 5.180.000      |
| مقاطعة شانشي       | 陕西     | Shǎnxī       | 陕 Shǎn / 秦 Qín  | شيآن        | 206.000        | 36.050.000     |
| مقاطعة شاندونغ     | 山东     | Shāndōng     | 鲁 Lǔ             | جينان       | 156.700        | 90.790.000     |
| مقاطعة شانشي       | 山西     | Shānxī       | 晋 Jìn            | تاييوان     | 150.000        | 32.970.000     |
| مقاطعة سيتشوان     | 四川     | Sìchuān      | 川 Chuān / 蜀 Shǔ | تشنغدو      | 480.000        | 83.290.000     |
| مقاطعة تايوان      | 台湾省   | Táiwān shĕng |                   | تايبيه      | 36.000         | 23.500.000     |
| مقاطعة يونان       | 云南     | Yúnnán       | 滇 Diān / 云 Yún  | كونمينغ     | 394.000        | 42.880.000     |
| مقاطعة جيجيانغ     | 浙江     | Zhèjiāng     | 浙 Zhè            | هانجتشو     | 101.800        | 46.770.000     |

## المناطق الذاتية الحكم
هناك خمس مناطق تتمتع باستقلالية كبيرة تسمى «مناطق ذاتية الحكم» (自治区 = zìzhì qū)، تعيش في أغلبها قوميات مختلفة عدا قومية الهان الصينية:
| الاسم                                   | بالصينية     | بن ين                   | اختصار  | العاصمة  | المساحة (كلم²) | السكان (مليون) | القومية |
| --------------------------------------- | ------------ | ----------------------- | ------- | -------- | -------------- | -------------- | ------- |
| منطقة منغوليا الداخلية الذاتية الحكم    | 内蒙古       | nèi měng gǔ             | 蒙 měng | هوهوت    | 1.183.600      | 23.800.000     | منغول   |
| منطقة قوانغشي الذاتية الحكم             | 广西壮族     | guǎng xī zhuàng zú      | 桂 Guì  | ناننينغ  | 236.300        | 48.570.000     | تشوانغ  |
| منطقة التبت الذاتية الحكم               | 西藏         | xī zàng                 | 藏 zàng | لاسا     | 1.220.300      | 2.700.000      | تبتيون  |
| منطقة نينغشيا الذاتية الحكم             | 宁夏回族     | níng xià huí zú         | 宁 níng | ينتشوان  | 66.400         | 5.800.000      | هوي     |
| منطقة شينجيانغ الأويغورية الذاتية الحكم | 新疆维吾尔族 | xīn jiāng wéi wú 'ěr zú | 新 xīn  | أورومتشي | 1.600.000      | 19.340.000     | أويغور  |

## البلديات المركزية
توجد في الصين 4 بلديات مركزية (直辖市 = zhí xiá shì):
| الاسم            | بالصينية | بن ين      | اختصار  | المساحة (كلم²) | السكان (مليون) |
| ---------------- | -------- | ---------- | ------- | -------------- | -------------- |
| بلدية بكين       | 北京     | běi jīng   | 京 jīng | 16.800         | 14.580.000     |
| بلدية تشونغتشينغ | 重庆     | chóng qìng | 渝 yú   | 16.800         | 14.580.000     |
| بلدية شانغهاي    | 上海     | shàng hǎi  | 沪 hù   | 82.000         | 31.300.000     |
| بلدية تيانجين    | 天津     | tiān1 jīn  | 津 jīn  | 11.300         | 10.110.000     |

## مناطق إدارية خاصة
تتمتع منطقتان بمزايا إدارية خاصة وتكونان ما يسمى: المناطق الإدارية الخاصة (特别行政区 = tè bié xíng zhèng qū):
| الاسم                           | بالصينية | بن ين      | اختصار  | المساحة (كلم²) | السكان (مليون) |
| ------------------------------- | -------- | ---------- | ------- | -------------- | -------------- |
| منطقة هونغ كونغ الادارية الخاصة | 香港     | xiāng gǎng | 港 gǎng | 1.900          | 6.800.000      |
| منطقة ماكاو الادارية الخاصة     | 澳门     | ào mén     | 澳 ào   | 24             | 450.000        |

## المناطق المتنازع عليها
تعتبر جمهورية الصين الشعبية أن «تايوان» (台湾 = Táiwān) جزء من أراضيها، وتلحقها بالمقاطعات الداخلية الأخرى (رقم 23).

## وصلات خارجية
- بطاقة تعريف عن الصين - معلومات عن السياسة التاريخ وغيرها (موقع شبكة الصين الحكومي)